# Tunezja na Letnich Igrzyskach Olimpijskich 2016
Tunezja na Letnich Igrzyskach Olimpijskich 2016 liczyła 61 zawodników – 40 mężczyzn i 21 kobiet. Był to czternasty start Tunezji na letnich igrzyskach olimpijskich.

## Medaliści
| Medal | Zawodnik         | Dyscyplina | Konkurencja                | Data        |
| ----- | ---------------- | ---------- | -------------------------- | ----------- |
| Brąz  | Inès Boubakri    | Szermierka | floret indywidualny kobiet | 10 sierpnia |
| Brąz  | Marwa al-Amiri   | Zapasy     | do 58 kg kobiet            | 17 sierpnia |
| Brąz  | Oussama Oueslati | Taekwondo  | do 80 kg mężczyzn          | 19 sierpnia |

## Reprezentanci

### Boks
| Zawodnik        | Konkurencja           | 1/16 finału   | 1/8 finału   | Ćwierćfinały | Półfinały | Finał | Pozycja |
| --------------- | --------------------- | ------------- | ------------ | ------------ | --------- | ----- | ------- |
| Bilel Mhamdi    | waga kogucia mężczyzn | Suntele W 3–0 | Melián P 0–3 | NQ           | NQ        | NQ    | 9.–16.  |
| Hassen Chaktami | waga ciężka mężczyzn  | BYE           | Russo P 0–3  | NQ           | NQ        | NQ    | 9.–16.  |

### Judo
| Zawodnik            | Konkurencja      | 1/16 finału      | 1/8 finału        | Ćwierćfinał      | Półfinał | Repasaż         | Finał | Pozycja |
| ------------------- | ---------------- | ---------------- | ----------------- | ---------------- | -------- | --------------- | ----- | ------- |
| Faicel Jaballah     | +100 kg mężczyzn | Bor P 000–101    | NQ                | NQ               | NQ       | NQ              | NQ    | 17.–31. |
| Hela Ayari          | -52 kg kobiet    | BYE              | Miranda P 000–100 | NQ               | NQ       | NQ              | NQ    | 9.–16.  |
| Houda Miled         | -70 kg kobiet    | Conway P 000–100 | NQ                | NQ               | NQ       | NQ              | NQ    | 17.–24. |
| Nihel Cheikh Rouhou | +78 kg kobiet    | BYE              | Cerić W 000–000   | Andéol P 000–000 | NQ       | Sayit P 000–100 | NQ    | 7.      |

### Kajakarstwo
| Zawodnik        | Konkurencja         | Eliminacje | Eliminacje | Półfinał | Półfinał | Finał A/B | Finał A/B | Pozycja |
| Zawodnik        | Konkurencja         | Czas       | Pozycja    | Czas     | Pozycja  | Czas      | Pozycja   | Pozycja |
| --------------- | ------------------- | ---------- | ---------- | -------- | -------- | --------- | --------- | ------- |
| Mohamed Mrabet  | K-1 1000 m mężczyzn | 3:35,084   | 6. (Q)     | 3:43,145 | 8. (FB)  | 3:45,122  | 8.        | 16.     |
| Khaled Houcine  | C-1 200 m mężczyzn  | 42,499     | 7.         | NQ       | NQ       | NQ        | NQ        | 22.     |
| Afef Ben Ismail | K-1 500 m kobiet    | 2:08,170   | 7.         | NQ       | NQ       | NQ        | NQ        | 26.     |

### Kolarstwo
| Zawodnik    | Konkurencja                         | Czas | Pozycja |
| ----------- | ----------------------------------- | ---- | ------- |
| Ali Nouisri | wyścig ze startu wspólnego mężczyzn | DNF  | DNF     |

### Lekkoatletyka
| Zawodnik        | Konkurencja                            | Eliminacje | Eliminacje | Półfinał | Półfinał | Finał   | Finał   | Pozycja |
| Zawodnik        | Konkurencja                            | Czas       | Pozycja    | Czas     | Pozycja  | Czas    | Pozycja | Pozycja |
| --------------- | -------------------------------------- | ---------- | ---------- | -------- | -------- | ------- | ------- | ------- |
| Amor Ben Yahia  | bieg na 3000 m z przeszkodami mężczyzn | 8:23,12    | 4. (Q)     | —        | —        | DQ      | DQ      | 12.–13. |
| Wissem Hosni    | maraton mężczyzn                       | —          | —          | —        | —        | DNF     | DNF     | –       |
| Atef Saad       | maraton mężczyzn                       | —          | —          | —        | —        | 2:19:50 | 62.     | 62.     |
| Hassanine Sebei | chód na 20 km mężczyzn                 | —          | —          | —        | —        | 1:23:44 | 36.     | 36.     |
| Mohamed Sghaier | bieg na 400 m przez płotki mężczyzn    | 50,09      | 5.         | NQ       | NQ       | NQ      | NQ      | 36.     |
| Habiba Ghribi   | bieg na 3000 m z przeszkodami kobiet   | 9:18,71    | 3. (Q)     | —        | —        | 9:28,75 | 12.     | 12.     |
| Chahinez Nasri  | chód na 20 km kobiet                   | —          | —          | —        | —        | 1:42:57 | 60.     | 60.     |

### Piłka ręczna
| Drużyna | Konkurencja      | Faza grupowa    | Faza grupowa  | Faza grupowa  | Faza grupowa      | Faza grupowa      | Faza grupowa | Ćwierćfinał | Półfinał | Finał | Pozycja |
| Drużyna | Konkurencja      | 1. mecz         | 2. mecz       | 3. mecz       | 4. mecz           | 5. mecz           | Pozycja      | Ćwierćfinał | Półfinał | Finał | Pozycja |
| ------- | ---------------- | --------------- | ------------- | ------------- | ----------------- | ----------------- | ------------ | ----------- | -------- | ----- | ------- |
| Tunezja | turniej mężczyzn | Francja P 23–25 | Dania P 23–31 | Katar R 25–25 | Argentyna P 21–23 | Chorwacja P 26–41 | 6.           | NQ          | NQ       | NQ    | 12.     |

Skład reprezentacji
| Zawodnik              | Klub                        |
| --------------------- | --------------------------- |
| Amine Bannour         | Club Africain Tunis         |
| Aymen Hammed          | Espérance Tunis             |
| Aymen Toumi           | HBC Nantes                  |
| Issam Tej             | El Jaish SC                 |
| Khaled Haj Youssef    | Club Africain Tunis         |
| Makrem Missaoui       | Club Africain Tunis         |
| Marouan Chouiref      | Tremblay-in-France Handball |
| Marouen Maggaiz       | Espérance Tunis             |
| Mohamed Ali Bhar      | Espérance Tunis             |
| Mohamed Jilani Maaref | Club Africain Tunis         |
| Mohamed Soussi        | Club Africain Tunis         |
| Oussama Boughanmi     | Tremblay-in-France Handball |
| Oussama Hosni         | Club Africain Tunis         |
| Sobhi Saïed           | Étoile Sportive du Sahel    |
| Wa’il Dżalluz         | FC Barcelona                |

### Pływanie
| Zawodnik         | Konkurencja                     | Eliminacje | Eliminacje | Półfinał | Półfinał | Finał     | Finał   | Pozycja |
| Zawodnik         | Konkurencja                     | Czas       | Pozycja    | Czas     | Pozycja  | Czas      | Pozycja | Pozycja |
| ---------------- | ------------------------------- | ---------- | ---------- | -------- | -------- | --------- | ------- | ------- |
| Ahmed Mathlouthi | 200 m stylem dowolnym mężczyzn  | 1:50,39    | 41.        | NQ       | NQ       | NQ        | NQ      | 41.     |
| Ahmed Mathlouthi | 400 m stylem dowolnym mężczyzn  | 3:52,00    | 35.        | —        | —        | NQ        | NQ      | 35.     |
| Ahmed Mathlouthi | 200 m stylem zmiennym mężczyzn  | 2:04,95    | 27.        | NQ       | NQ       | NQ        | NQ      | 27.     |
| Oussama Mellouli | 1500 m stylem dowolnym mężczyzn | 15:07,78   | 21.        | —        | —        | NQ        | NQ      | 21.     |
| Oussama Mellouli | 10 km na otwartym akwenie       | —          | —          | —        | —        | 1:53:06.1 | 12.     | 12.     |

### Podnoszenie ciężarów
| Zawodnik       | Konkurencja             | Rwanie | Rwanie  | Podrzut | Podrzut | Wynik | Pozycja |
| Zawodnik       | Konkurencja             | Wynik  | Pozycja | Wynik   | Pozycja | Wynik | Pozycja |
| -------------- | ----------------------- | ------ | ------- | ------- | ------- | ----- | ------- |
| Karem Ben Hnia | waga do 69 kg mężczyzn  | 147    | 6.      | DNF     | DNF     | 147   | –       |
| Yosra Dhieb    | waga ponad 75 kg kobiet | 111    | 13.     | 138.    | 11.     | 249   | 11.     |

### Piłka siatkowa

#### Siatkówka plażowa
| Drużyna                                   | Konkurencja      | Faza grupowa            | Faza grupowa       | Faza grupowa           | Faza grupowa | Play-off | 1/8 finału | Ćwierćfinał | Półfinał | Finał | Pozycja |
| Drużyna                                   | Konkurencja      | 1. mecz                 | 2. mecz            | 3. mecz                | Pozycja      | Play-off | 1/8 finału | Ćwierćfinał | Półfinał | Finał | Pozycja |
| ----------------------------------------- | ---------------- | ----------------------- | ------------------ | ---------------------- | ------------ | -------- | ---------- | ----------- | -------- | ----- | ------- |
| Mohamed Arafet Naceur Choaib Belhaj Salah | turniej mężczyzn | Dalhausser/Lucena P 0–2 | Lupo/Nicolai P 0–2 | Ontiveros/Virgen P 0–2 | 4.           | NQ       | NQ         | NQ          | NQ       | NQ    | 19.–24. |

### Strzelectwo
| Zawodnik    | Konkurencja                           | Kwalifikacje | Kwalifikacje | Półfinał | Półfinał | Finał | Finał   | Pozycja |
| Zawodnik    | Konkurencja                           | Wynik        | Pozycja      | Wynik    | Pozycja  | Wynik | Pozycja | Pozycja |
| ----------- | ------------------------------------- | ------------ | ------------ | -------- | -------- | ----- | ------- | ------- |
| Olfa Charni | pistolet pneumatyczny, 10 m (kobiety) | 384          | 9.           | —        | —        | NQ    | NQ      | 9.      |
| Olfa Charni | pistolet sportowy, 25 m (kobiety)     | DNF          | DNF          | NQ       | NQ       | NQ    | NQ      | –       |

### Szermierka
| Zawodnik              | Konkurencja                   | 1/32 finału | 1/16 finału     | 1/8 finału       | Ćwierćfinał    | Półfinał            | Finał / 3. miejsce | Pozycja |
| --------------------- | ----------------------------- | ----------- | --------------- | ---------------- | -------------- | ------------------- | ------------------ | ------- |
| Mohamed Ayoub Ferjani | floret indywidualnie mężczyzn | BYE         | Davis P 7–15    | NQ               | NQ             | NQ                  | NQ                 | 17.–32. |
| Farès Ferjani         | szabla indywidualnie mężczyzn | —           | Montano P 11–15 | NQ               | NQ             | NQ                  | NQ                 | 17.–32. |
| Sarra Besbes          | szpada indywidualnie kobiet   | BYE         | Costa W 15–8    | Kirpu W 15–11    | Sun P 11–14    | NQ                  | NQ                 | 5.–8.   |
| Inès Boubakri         | floret indywidualnie kobiet   | BYE         | Mohamed W 15–4  | Nishioka W 15–10 | Harvey W 15–13 | Di Francisca P 9–12 | Szanajewa W 11–15  |         |
| Azza Besbes           | szabla indywidualnie kobiet   | BYE         | Mikina W 15–12  | Kozaczuk W 15–12 | Brunet P 14–15 | NQ                  | NQ                 | 5.–8.   |

### Taekwondo
| Zawodnik         | Konkurencja     | 1/8 finału        | Ćwierćfinał | Półfinał    | Repasaż | Finał / Mecz o 3. miejsce | Pozycja |
| ---------------- | --------------- | ----------------- | ----------- | ----------- | ------- | ------------------------- | ------- |
| Oussama Oueslati | -80 kg mężczyzn | Rafalovich W 11–8 | Liu W 1–0   | Cissé P 6–7 | BYE     | López W 14–5              |         |
| Yassine Trabelsi | +80 kg mężczyzn | Castillo P 4–13   | NQ          | NQ          | NQ      | NQ                        | 9.–16.  |
| Rahma Ben Ali    | -57 kg kobiet   | Hamada P 0–9      | NQ          | NQ          | NQ      | NQ                        | 9.–16.  |

### Tenis stołowy
| Zawodnik     | Konkurencja    | Eliminacje         | Runda 1 | Runda 2 | Runda 3 | 1/8 finału | Ćwierćfinał | Półfinał | Repasaż | Finał | Pozycja |
| ------------ | -------------- | ------------------ | ------- | ------- | ------- | ---------- | ----------- | -------- | ------- | ----- | ------- |
| Safa Saidani | singiel kobiet | Dina Meshref P 0–4 | NQ      | NQ      | NQ      | NQ         | NQ          | NQ       | NQ      | NQ    | 65.–70. |

### Tenis ziemny
| Zawodnik         | Konkurencja      | 1/32 finału                  | 1/16 finału | 1/8 finału | Ćwierćfinał | Półfinał | Finał | Pozycja |
| ---------------- | ---------------- | ---------------------------- | ----------- | ---------- | ----------- | -------- | ----- | ------- |
| Malik al-Dżaziri | singiel mężczyzn | Tsonga P 6–4, 5–7, 3–6       | NQ          | NQ         | NQ          | NQ       | NQ    | 33.–64. |
| Uns Dżabir       | singiel kobiet   | Kasatkina P 6–3, 6–7(4), 1–6 | NQ          | NQ         | NQ          | NQ       | NQ    | 33.–64. |

### Wioślarstwo
| Zawodnik                            | Konkurencja                         | Eliminacje | Eliminacje | Repasaż | Repasaż   | Ćwierćfinał | Ćwierćfinał | Półfinał | Półfinał    | Finał   | Finał   | Pozycja |
| Zawodnik                            | Konkurencja                         | Czas       | Pozycja    | Czas    | Pozycja   | Czas        | Pozycja     | Czas     | Pozycja     | Czas    | Pozycja | Pozycja |
| ----------------------------------- | ----------------------------------- | ---------- | ---------- | ------- | --------- | ----------- | ----------- | -------- | ----------- | ------- | ------- | ------- |
| Mohamed Taieb                       | jedynka mężczyzn                    | 7:37,95    | 4. (R)     | 7:27,18 | 4. (PE/F) | NQ          | NQ          | 8:02,05  | 2. (Q) (FE) | 7:53,36 | 3.      | 27.     |
| Nour El-Houda Ettaieb Khadija Krimi | dwójka podwójna wagi lekkiej kobiet | 7:43,33    | 5. (R)     | 8:33,49 | 6. (PC/D) | —           | —           | 8:29,45  | 4. (FD)     | 7:56,26 | 2.      | 20.     |

### Zapasy
| Zawodnik           | Konkurencja                     | Eliminacje          | 1/8 finału        | Ćwierćfinał | Półfinał | Repasaż          | Finał / 3.miejsce | Pozycja |
| ------------------ | ------------------------------- | ------------------- | ----------------- | ----------- | -------- | ---------------- | ----------------- | ------- |
| Muhammad as-Sadawi | -86 kg w stylu wolnym mężczyzn  | Karimi P 0–3        | NQ                | NQ          | NQ       | NQ               | NQ                | 17.–20. |
| Radwan asz-Szabbi  | -125 kg w stylu wolnym mężczyzn | Kamal Dżauda P 0–11 | NQ                | NQ          | NQ       | NQ               | NQ                | 17.–21. |
| Marwa al-Amiri     | -58 kg w stylu wolnym kobiet    | BYE                 | Ichō P 0–11       | NQ          | NQ       | Yeşilırmak W 3–2 | Ratkiewicz W 6–3  |         |
| Hela Riabi         | -63 kg w stylu wolnym kobiet    | BYE                 | Grigorjeva P 0–10 | NQ          | NQ       | NQ               | NQ                | 9.–16.  |

### Żeglarstwo
| Zawodnik                  | Konkurencja  | Wyścig | Wyścig | Wyścig | Wyścig | Wyścig | Wyścig | Wyścig | Wyścig | Wyścig | Wyścig | Wyścig | Wyścig | Wyścig | Punkty | Pozycja |
| Zawodnik                  | Konkurencja  | 1      | 2      | 3      | 4      | 5      | 6      | 7      | 8      | 9      | 10     | 11     | 12     | M      | Punkty | Pozycja |
| ------------------------- | ------------ | ------ | ------ | ------ | ------ | ------ | ------ | ------ | ------ | ------ | ------ | ------ | ------ | ------ | ------ | ------- |
| Youssef Akrout            | Laser        | 21     | 29     | 34     | 26     | 38     | 32     | 37     | 35     | 16     | 27     | —      | —      | NQ     | 257    | 34.     |
| Ines Gmati                | Laser Radial | 28     | 23     | 31     | 23     | 21     | 31     | 19     | 28     | 31     | 34     | —      | —      | NQ     | 235    | 30.     |
| Hedi Gharbi Rihab Hammami | Nacra 17     | 18     | DNF    | 18     | 21     | 19     | 20     | 20     | 18     | 20     | 19     | 18     | 20     | NQ     | 211    | 20.     |